# 红头蓝嘴雀
红头蓝嘴雀（学名：Spermophaga ruficapilla），是梅花雀科蓝嘴雀属的一种，分布于安哥拉、中非共和国、苏丹、肯尼亚、坦桑尼亚、刚果民主共和国、布隆迪、卢旺达和乌干达。全球活动范围约为563,000平方千米。该物种的保护状况被评为无危。
红头蓝嘴雀的平均体重约为22.1克。其栖息地包括亚热带或热带的湿润低地林和亚热带或热带的（低地）湿润疏灌丛。